# Aeroportul Ivujivik
Aeroportul Ivujivik (IATA: YIK, ICAO: CYIK) este un aeroport din Ivujivik⁠(d), Kativik Regional Government⁠(d), Nord-du-Québec⁠(d), Provincia Québec, Canada ce deservește zona Ivujivik⁠(d). A fost numit după zona deservită.
Situat la o altitudine de 39 m, aeroportul dispune de o singură pistă.